# آبشار بلوم فیلد
آبشار بلوم فیلد (به انگلیسی: Bloomfield Falls) آبشاری است که در کوئینزلند، استرالیا واقع شده و ارتفاع کلی ریزشگاه آن ۳۰ متر است.